# Кубичка, Витязослав
Витязослав Кубичка (род.11 октября 1953) — словацкий композитор.

## Биография
Учился на отделении композиции у Юрая Поспишила (Братиславская консерватории) и у композитора Яна Циккера (Братиславская академия исполнительского искусства (1975—1980)), также брал частные уроки у композитора Ильи Зельенки.
В 1979-1991 годах был музыкальным редактором на Словацком радио в Братиславе и одновременно режиссёром-постановщиком Экспериментальной студии Словацкого радио, организовывал камерные концерты современной музыки («Студия молодёжи»). В 2002 года стал преподавать композицию в Братиславской церковной консерватории. С 1 июня 2011 года занимается свободным творчеством.
В.Кубичка является автором опер Евангелие от Луки, Возрождение, Мартин Лютер, Прикосновение Христа, Вифлеем, Марина Гавранова, Шаволь, Бытие, Евангелие от Иоанна, Якуб Край, Песнь песней, Царство леса, Евангелие от Марка, Художник и собака. Им написано около двухсот произведений в области камерной, хоровой и оркестровой музыки, а также песни, арии, почти шестьсот музыкальных опусов для радио, телевидения, театра и кино. Его произведения звучали на концертах в Японии, Германии, Швейцарии, Хорватии, Австрии, Италии, Чехии и Австралии. При постановке опер Кубичка сотрудничал с оркестром Словацкого филармонии в Кошице, а также с ведущими оперными солистами Марией Элиашовой, Петером Цингелем, Матушем Томко, Катариной Крчмаровой. В последние годы замечательно исполняла песни В.Кубички Мириам Жьярна: концертную песню «Аве Мария» она представила в Кракове, Варшаве и Париже. В 2014 году в Токио певица Нао Хигано спела песню «Аве Мария» в сопровождении струнного оркестра.
Неизменным дирижёром опер В.Кубички является Адриан Кокош (дирижировал всеми операми, за исключением Евангелия от Луки, где дирижёром был Мариан Вах, и Бытия). Режиссёром опер "«Марина Гавранова» «Шаволь», и «Евангелие от Иоанна» был Михал Бабяк.

## Награды
- 9 место — ЮНЕСКО, Париже, за композицию «Фантазия для флейты и фортепиано» (1979)
- Премия Яна Левослава Беллы — Святовацлавский музыкальный фестиваль (1994)
- Премия Телемуза за сценическую музыку (Словацкое ТВ, 1996)

## Записи
- Musica Slovaca — Музыкальный фонд, 0005 2131 (1992) Осенняя музыка, оп. 73; Словацкий камерный оркестр Богдана Вархала — дир. Богдан Вархал
- Электроакустическая музыка — Радио Братиславы, CECM EM CD 001, 002 (1992) «…и заплакал бы даже камень», оп. 10